# Woedensspanne
Woedensspanne, woedenspanne of woenlet was volgens Jacob Grimm een in de Nederlanden gebruikte benaming voor de spanbreedte (lengtemaat) tussen de uitgestrekte duim en wijsvinger. De Woedensspanne ontleende zijn naam aan de Germaanse oppergod Wodan.